# تحالف ديون اليوبيل

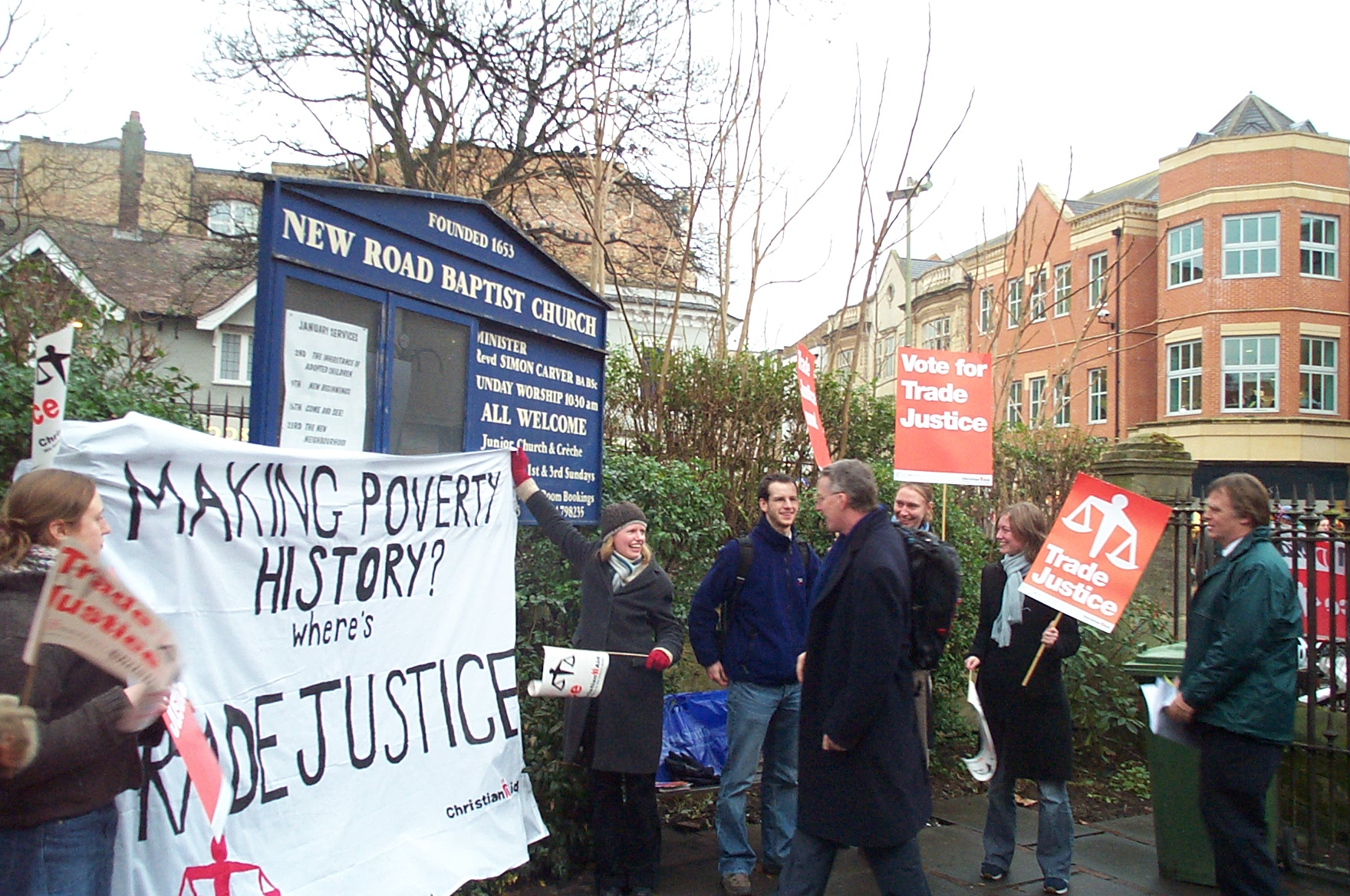
نشطاء يضغطون من أجل العدالة التجارية.

حملة اليوبيل للديون (إسقاط الديون) هي ائتلاف من المنظمات الوطنية والجماعات المحلية في جميع أنحاء المملكة المتحدة، وتدعو إلى إلغاء الديون الجائرة والغير قابلة للسداد لأفقر البلدان. وقد عُرف أيضًا باسم تحالف اليوبيل للديون ويركز على ديون البلدان النامية.

## التاريخ
تم تشكيل التحالف كمنظمة خلفت تحالف اليوبيل 2000. شعر العديد من النشطاء أنه كان من الضروري مواصلة العمل معًا لرصد وعد مجموعة الثمانية بتقديم 100 مليار دولار لتخفيف عبء الديون في كولون في عام 1999، وإضافة المزيد من التقدم في إلغاء ديون البلدان الأكثر فقرًا.
تم اختيار الاسم في عام 1996/1995، حيث كانت الاستعدادات تتسارع للاحتفال بالألفية. كان المفهوم أن العدالة والتخفيف من حدة الفقر من خلال إلغاء الديون سيكون احتفالًا مناسبًا للألفية. يرتبط مفهوم الإلغاء والاحتفال بالديون بمفهوم العهد القديم لليوبيل، والذي يعني أنه كل 50 سنة، يتم بيع الناس للعبودية، أو الأرض التي تم بيعها بسبب الإفلاس.

## الحملات
الهدف الرئيسي للحملة هو إلغاء الديون والتخفيف من حدة الفقر. تم إنتاج المواد التعليمية والحملات حول شرعية الديون والسلطة والفساد لكل من المقرضين والمقترضين.

## الموقع
تقع سكرتارية الحملة في مدينة إزلنغتون بلندن.